# John Huston

Huston wraz z córką Anjelicą

John Huston (wym. [ˈhjuːstən]; ur. 5 sierpnia 1906 w Nevada, zm. 28 sierpnia 1987 w Middletown) – amerykański reżyser, scenarzysta i aktor. Laureat Oscara. Syn Waltera i ojciec Anjeliki.

## Życiorys
Jako syn komentatorki sportowej Rhei Gore i cenionego aktora Waltera Hustona od zawsze był związany ze sceną, jednak stosunkowo późno spróbował swych sił w Hollywood – debiutował Sokołem maltańskim w 1941. Jego pozycję ugruntowały nakręcone już po wojnie: dramat psychologiczny Skarb Sierra Madre i kryminał Asfaltowa dżungla. Skarb Sierra Madre przyniósł Hustonowi dwie Nagrody Akademii Filmowej w 1948 (reżyseria i scenariusz adaptowany), Oscara za rolę w tym filmie zdobył także jego ojciec.
Huston reżyserował do swojej śmierci w 1987. Rzadko kiedy odnosił takie sukcesy jak na początku kariery, ale pozostawał jedną z charakterystycznych postaci kina. Jego filmy często były adaptacją utworów literackich (Pod wulkanem Malcolma Lowry’ego, Zmarli Joyce’a).
Jako aktor jest również znany z roli bezwzględnego przedsiębiorcy Noaha Crossa w Chinatown Romana Polańskiego.

## Filmografia
Reżyseria
- Sokół maltański (The Maltese Falcon 1941)
- Przez Pacyfik (Across the Pacific 1942)
- Koralowa wyspa (Key Largo 1948)
- Skarb Sierra Madre (The Treasure of the Sierra Madre 1948)
- Asfaltowa dżungla (The Asphalt Jungle 1950)
- Afrykańska królowa (The African Queen 1951)
- Moulin Rouge (1952)
- Moby Dick (1956)
- Skłóceni z życiem (The Misfits 1961)
- Noc iguany (The Night of the Iguana 1964)
- Casino Royale (1966)
- Biblia (The Bible: In the Beginning) (1966)
- W zwierciadle złotego oka (Reflections in a Golden Eye 1967)
- Sędzia z Teksasu (The Life and Times of Judge Roy Bean 1972)
- Człowiek, który chciał być królem (The Man Who Would Be King 1975)
- Mądrość krwi (Wise Blood 1979)
- Ucieczka do zwycięstwa (Escape to Victory 1981)
- Annie (Annie 1982)
- Pod wulkanem (Under the Volcano 1984)
- Honor Prizzich (Prizzi’s Honor 1985)
- Zmarli (The Dead 1987)

Aktor
- 1974 Chinatown – jako Noah Cross

## Nagrody
- Nagroda Akademii Filmowej Skarb Sierra Madre (1948) – za reżyserię oraz za scenariusz adaptowany